# 达马尔坦叙蒂若
达马尔坦叙蒂若（法語：Dammartin-sur-Tigeaux，法語發音：[damaʁtɛ̃ syʁ tiʒo] ⓘ，意为“蒂若上方的达马尔坦”）是法国塞纳-马恩省的一个市镇，属于莫城区。

## 地理
达马尔坦叙蒂若（48°49'9"N, 2°55'11"E）面积9.04 平方千米，位于法国法蘭西島大區塞纳-马恩省，该省份为法国北部内陆省份，北起瓦兹省，西接埃松省、马恩河谷省、塞纳-圣但尼省和瓦兹河谷省，南至卢瓦雷省，东南接约讷省，东临马恩省和奥布省，东北接埃纳省。
与达马尔坦叙蒂若接壤的市镇（或旧市镇、城区）包括：蒂若、孔特新城、盖拉尔、莫尔塞夫。

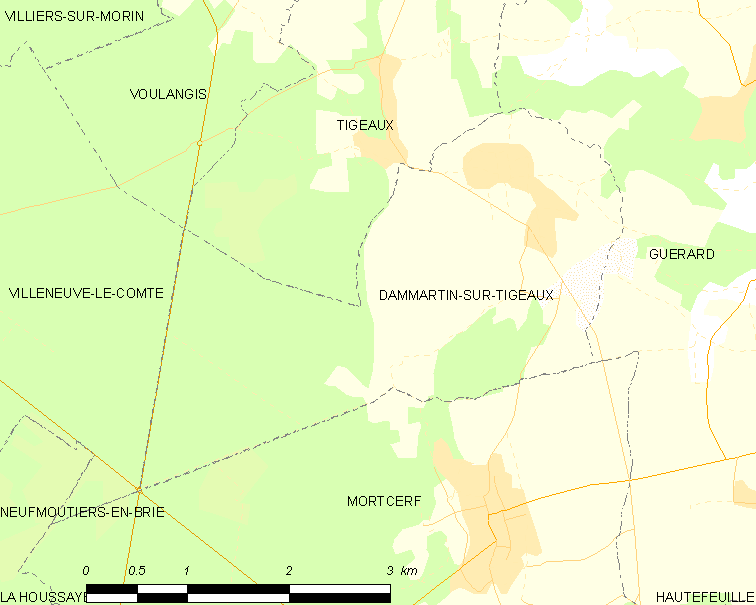
达马尔坦叙蒂若的OSM定位图

达马尔坦叙蒂若的时区为UTC+01:00、UTC+02:00（夏令时）。

## 行政
达马尔坦叙蒂若的邮政编码为77163，INSEE市镇编码为77154。

## 政治
达马尔坦叙蒂若所属的省级选区为丰特奈-特雷西尼县。

## 人口

1962-2008年间达马尔坦叙蒂若人口变化图示

达马尔坦叙蒂若于2022年1月1日时的人口数量为1268人。